# Cadolzburger Höhenzug
Der Cadolzburger Höhenzug ist ein Naturraum im  Südwestdeutschen Stufenland im Landkreis Fürth. Er ist Teil des Rangau und erstreckt sich von Kirchfarrnbach im Westen bis Fürth im Osten auf einer Länge von etwa 13–15 km.

## Geologie
Die hier vorherrschende geologische Formation ist der Sandsteinkeuper. Der auf der Hügelgruppe vorherrschende sogenannte „Cadolzburger Sandstein“ ist eine Unterart des Burgsandsteins. Die Burg in Cadolzburg wurde damit erbaut.

## Naturräumliche Gliederung
- 11 Fränkisches Keuper-Lias-Land
- 113 Mittelfränkisches Becken
- 113.3 Südliche Mittelfränkische Platten
- 113.32 Cadolzburger Höhenzug

## Erhebungen
- Dillenberg (Rangau) (386 m)
- Friedrichsberg
- Hahnenbühl (374 m)
- Hensenberg (363 m)
- Holzmichelsbuck (430 m)
- Kesselberg (397 m)
- Kestelbuck (390 m)
- Klingenbuck (Rangau) (369 m)
- Kühbuck (385 m)
- Meckalasberg (394 m)
- Rosenberg (356 m)
- Scheltenberg (379 m)

## Ortschaften
- Ammerndorf
- Bronnamberg
- Cadolzburg
- Deberndorf
- Egersdorf
- Keidenzell
- Kirchfarrnbach
- Leichendorf
- Steinbach
- Stinzendorf
- Vogtsreichenbach
- Wachendorf
- Weiherhof
- Wittinghof
- Zautendorf
- Zirndorf

## Gewässer
- Banderbach
- Deberndorfer Bach
- Farrnbach
- Irrlesgraben
- Klingengraben (Bibert)
- Steinbacher Bächl
- Weiherbach
- Zautendorfer Bach